# (1900) Katyusha
(1900) Katyusha (1971 YB; 1938 WM; 1941 SS1; 1950 LS; 1953 GL1; 1961 WD; 1969 DC) ist ein Asteroid des Hauptgürtels, der am 16. Dezember 1971 von Tamara Michailowna Smirnowa im Krim-Observatorium entdeckt wurde.